# Celso Bugallo

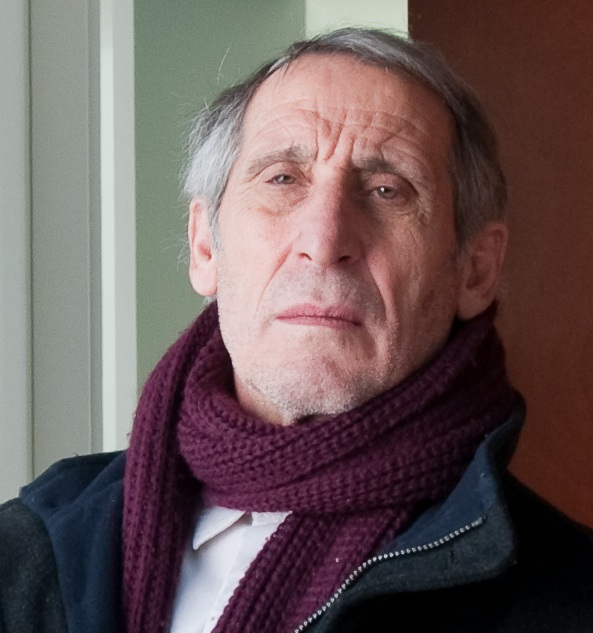
Celso Bugallo (2010)

Celso Aguiar Bugallo (* 1. Januar 1947 in Vilalonga, Sanxenxo, Spanien) ist ein spanischer Schauspieler.

## Leben
Celso Bugallo begann als Laienschauspieler am Amateurtheater und spielte mehrere Jahrzehnte lang nur Theater, bevor er im Jahr 2000 in sechs Folgen der Fernsehserie Mareas vivas als Filmschauspieler debütierte. Sein Leinwanddebüt gab er ein Jahr später in dem von Gonzalo Tapia inszenierten Abenteuerdrama Lena an der Seite von Roberto Álvarez und Luis Tosar. Nationale wie internationale Aufmerksamkeit erhielt er für seine Darstellung des José in Alejandro Amenábars Drama Das Meer in mir. So wurde er unter anderem 2005 als Bester Nebendarsteller mit dem spanischen Filmpreis Goya ausgezeichnet.

## Filmografie (Auswahl)
- 1999: La lengua de las mariposas
- 2000: Mareas vivas (Fernsehserie, sechs Folgen)
- 2001: Lena
- 2002: Montags in der Sonne (Los lunes al sol)
- 2004: Das Meer in mir (Mar Adentro)
- 2006: Salvador – Kampf um die Freiheit (Salvador (Puig Antich))
- 2007: Desperados: Ein todsicherer Deal (Sultanes del Sur)
- 2007: Gespensterjäger GmbH – Das Abenteuer beginnt! (Los Totenwackers)
- 2008: Federicos Kirschen (Cenizas del cielo)
- 2010: Amador und Marcelas Rosen (Amador)
- 2021: Der perfekte Chef (El buen patrón)